# 库马诺沃
库马诺沃是北馬其頓共和國库马诺沃市镇内的城市及行政中心。2002年市镇人口数量为105,484人，是北馬其頓第三大城市。
2002年市區人口数量为77,561人，62.4%是馬其頓族，23.7%是阿爾巴尼亞族，7.4%是塞爾維亞族。以宗教計，東正教徒佔66.0%，穆斯林佔31.7%，其他2.3%。

## 姊妹城市
- 保加利亚普罗夫迪夫